# Tito Okello
Tito Lutwa Okello, född 1914 i Kitgum, död 3 juni 1996 i Kampala, var en ugandisk militär; Ordförande i militärrådet i Uganda från 29 juli 1985 till 26 januari 1986. Okello var en av befälhavarna i den koalition av Tanzanias armé och exilugandier som störtade Idi Amin 1979, och befälhavare för Ugandas nationella armé från 1980 till 1985. 
1985 genomförde han tillsammans med Bazilio Olara-Okello den statskupp som avsatte president Milton Obote och blev Ugandas president. Han var president i sex månader innan hans regering störtades av National Resistance Army under ledning av den nuvarande presidenten Yoweri Museveni.